# Potenza Sport Club 1981-1982
Questa voce raccoglie le informazioni riguardanti il Potenza Sport Club nelle competizioni ufficiali della stagione 1981-1982.

## Rosa
| N. |                   | Ruolo | Calciatore          |
| -- | ----------------- | ----- | ------------------- |
|    | Italia (bandiera) | D     | Pietro Adelfio      |
|    | Italia (bandiera) | D     | Raffaele Brindisi   |
|    | Italia (bandiera) | D     | Ugo Bronzini        |
|    | Italia (bandiera) | A     | Ezio Castellucci    |
|    | Italia (bandiera) | C     | Giuseppe Catalano   |
|    | Italia (bandiera) | D     | Carmine Colangelo   |
|    | Italia (bandiera) | P     | Massimo Conti       |
|    | Italia (bandiera) | C     | Paolo Cucurnia      |
|    | Italia (bandiera) | D     | Alfonso De Filippis |
|    | Italia (bandiera) | C     | Antonio Falanga     |
|    | Italia (bandiera) | D     | Marco Frioni        |

| N. |                   | Ruolo | Calciatore         |
| -- | ----------------- | ----- | ------------------ |
|    | Italia (bandiera) | D     | Mario Lodi         |
|    | Italia (bandiera) | A     | Sauro Magni        |
|    | Italia (bandiera) | A     | Vito Oddo          |
|    | Italia (bandiera) | A     | Giuseppe Orazietti |
|    | Italia (bandiera) | D     | Romolo Rossi       |
|    | Italia (bandiera) | C     | Mauro Ruffelli     |
|    | Italia (bandiera) | C     | Tommaso Savastio   |
|    | Italia (bandiera) | C     | Fernando Scarpa    |
|    | Italia (bandiera) | C     | Antonio Squillace  |
|    | Italia (bandiera) | P     | Vincenzo Strino    |
|    | Italia (bandiera) | D     | Antonio Vergari    |

## Risultati

### Campionato

#### Girone di andata
| 20 settembre 1981 1ª giornata | Potenza | 3 – 0 | Ercolanese |  |

| 27 settembre 1981 2ª giornata | Marsala | 1 – 1 | Potenza |  |

| 4 ottobre 1981 3ª giornata | Potenza | 0 – 2 | Barletta |  |

| 11 ottobre 1981 4ª giornata | Brindisi | 1 – 0 | Potenza |  |

| 18 ottobre 1981 5ª giornata | Alcamo | 1 – 1 | Potenza |  |

| 25 ottobre 1981 6ª giornata | Potenza | 1 – 0 | Turris |  |

| 1º novembre 1981 7ª giornata | Monopoli | 1 – 1 | Potenza |  |

| 8 novembre 1981 8ª giornata | Potenza | 2 – 1 | Siracusa |  |

| 15 novembre 1981 9ª giornata | Matera | 0 – 1 | Potenza |  |

| 22 novembre 1981 10ª giornata | Potenza | 1 – 1 | Messina |  |

| 29 novembre 1981 11ª giornata | Martina | 1 – 0 | Potenza |  |

| 6 dicembre 1981 12ª giornata | Cosenza | 1 – 0 | Potenza |  |

| 13 dicembre 1981 13ª giornata | Potenza | 4 – 2 | Modica |  |

| 20 dicembre 1981 14ª giornata | Potenza | 1 – 1 | Akragas |  |

| 3 gennaio 1982 15ª giornata | Savoia | 4 – 0 | Potenza |  |

| 10 gennaio 1982 16ª giornata | Potenza | 1 – 0 | Squinzano |  |

| 17 gennaio 1982 17ª giornata | Sorrento | 0 – 0 | Potenza |  |

#### Girone di ritorno
| 24 gennaio 1982 18ª giornata | Ercolanese | 1 – 0 | Potenza |  |

| 31 gennaio 1982 19ª giornata | Potenza | 1 – 1 | Marsala |  |

| 7 febbraio 1982 20ª giornata | Barletta | 1 – 0 | Potenza |  |

| 14 febbraio 1982 21ª giornata | Potenza | 1 – 1 | Brindisi |  |

| 21 febbraio 1982 22ª giornata | Potenza | 2 – 1 | Alcamo |  |

| 28 febbraio 1982 23ª giornata | Turris | 1 – 0 | Potenza |  |

| 7 marzo 1982 24ª giornata | Potenza | 0 – 1 | Monopoli |  |

| 21 marzo 1982 25ª giornata | Siracusa | 0 – 1 | Potenza |  |

| 28 marzo 1982 26ª giornata | Potenza | 0 – 0 | Matera |  |

| 4 aprile 1982 27ª giornata | Messina | 1 – 1 | Potenza |  |

| 18 aprile 1982 28ª giornata | Potenza | 3 – 1 | Martina |  |

| 25 aprile 1982 29ª giornata | Potenza | 2 – 2 | Cosenza |  |

| 2 maggio 1982 30ª giornata | Modica | 1 – 2 | Potenza |  |

| 9 maggio 1982 31ª giornata | Akragas | 0 – 1 | Potenza |  |

| 16 maggio 1982 32ª giornata | Potenza | 1 – 0 | Savoia |  |

| 23 maggio 1982 33ª giornata | Squinzano | 2 – 2 | Potenza |  |

| 30 maggio 1982 34ª giornata | Potenza | 5 – 1 | Sorrento |  |